# BTS
BTS (kor. 방탄 소년단; RR: Bangtan Sonyeondan), poznat i pod nazivom Bangtan Boys, sedmeročlani je južnokorejski boy band osnovan 2013. godine u Seulu. Septet je poznat po svojim producentskim sposobnostima, uzimajući u obzir da pišu svoju glazbu. U početcima su najistaknutiji bili po hip hop glazbi, no s vremenom su se proširili na druge žanrove. Tekstovi pjesama najviše se fokusiraju na društvene komentare, osobne poteškoće, mentalno zdravlje, probleme u školi, gubitke dragih osoba, individualizam i traženje samoga sebe. U njihovim pjesmama mogu se pronaći elementi književnosti i psihologije, te priče o alternativnom svemiru.
Godine 2017. akronimski je naziv sastava prošao kroz promjenu značenja, te je umjesto imena Bangtan Sonyeondan počeo označavati ime Beyond the Scene.

## Povijest
Grupa se u početku formirala kao hip hop grupa pod menadžmentom tvrtke Big Hit Entertainment i objavila svoj prvi album, 2 Cool 4 Skool (2013.). Zatim objavljuju O!RUL8,2? (2013.) te svoju "školsku trilogiju" završavaju s albumom Dark & Wild (2014.). Kasnije objavljeni albumi poput The Most Beautiful Moment in Life pt. 2 (2015.), The Most Beautiful Moment in Life: Young Forever (2016.) i Wings (2016.) su bili sami počeci njihovih uspjeha. Wings je postao prvi album BTS-a koji je prodao milijun primjeraka u Južnoj Koreji.
Do 2017. godine BTS prelazi polako na međunarodno glazbeno tržište, vodeći korejski val u Sjedinjene Države i obarajući brojne rekorde, postajući prva korejska grupa koja je dobila certifikat od Američkog udruženja diskografske industrije (RIAA). Sastav je prvi korejski izvođač koji je kraljevao ljestvicom Billboard 200 svojim studijskim albumom Love Yourself: Tear (2018.), a od tada su se našli na vrhu američke ljestvice sa svojim drugim albumima Love Yourself: Answer (2018.) i Map of the Soul: Persona (2019.), čime su postali prva grupa nakon Beatlesa koja je zaradila tri broj jedan albuma u manje od godinu dana.
Oni drže rekord za najprodavaniji album u korejskoj povijesti s Map of the Soul: Persona. BTS su u 2018. bili drugi najprodavaniji umjetnici svijeta prema IFPI-ovoj Globalnoj ljestvici umjetnika, kao i jedini umjetnik koji ne govori engleski jezik koji je ušao na listu. Grupa je tri godine zaredom osvojila Top Social Artist i Top Duo / Group na 26. Billboardovoj Dodjeli Nagrada. Na međunarodnoj naslovnici Time-a predstavljeni su kao „Next Generation Leaders“ (Vođe sljedeće generacije), BTS se pojavio u Time-ovih 100 najutjecajnijih ljudi na svijetu (2019.).Također su ih neki časopisi proglasili novim The Beatles.
Sastav 21. kolovoza 2020. godine objavljuje novi singl Dynamite koji je u potpunosti na engleskom jeziku. Glazbeni spot je za 21 minutu dostigao 10 milijuna pregleda, a u prva 24 sata 101,1 milijuna pregleda, čime je držao rekord za najpregledaniji video na YouTube-u u prva 24 sata. No, par mjeseci kasnije objavljuju svoj drugi engleski singl pod imenom Butter koji ubrzo razbija taj rekord te je trenutačno najpogledaniji video na YouTubeu sa 108.200.000 pogleda. Grupa nije oborila rekorde samo na toj platformi nego i na Spotifyu gdje je pjesma prikupila 11,042,335 reproduciranja čime postaje najslušanije pjesma u 24 sata na toj platformi.
Godine 2020. BTS je postao prvi južnokorejski grupni akt koji je dostigao prvo mjesto na Billboard Global 200 i Billboard Hot 100 sa svojim singlom nominiranim za Grammy Dynamite i remixom Savage Love (Laxed – Siren Beat). Izdanjem pjesme Life Goes On, postaju prva grupa koja je imala dva debija na prvom mjestu ljestvice Billboard Hot 100. U 2021. godini s pjesmom Butter 3 tjedna za redom drže broj 1 na Billboard Hot 100.
Tijekom svoje svjetske turneje Love Yourself, BTS su postali prvi azijski umjetnici koji su rasprodali Wembley Stadium i oborili rekord u najvećem ukupnom angažmanu u povijesti Rose Bowl stadiona. Od 2019. BTS svake godine vrijedi više od 3,65 milijardi dolara za gospodarstvo Južne Koreje ili 0,3 % BDP-a države. BTS je privukao jednog od svakih 13 turista koji su posjetili Južnu Koreju i navode se kao jedan od ključnih izvođača za povećanje globalne prodaje glazbe na 19 milijardi dolara u 2018. godini.
Nakon uspostavljanja njihove kampanje za borbu protiv nasilja Love Myself, u partnerstvu s UNICEF-om, BTS se obratio 73. Općoj skupštini Ujedinjenih naroda i postao najmlađi dobitnik Reda za kulturne zasluge od predsjednika Južne Koreje zbog njihovog doprinosa u širenju korejske kulture i jezika. Vođa grupe RM održao je govor u kojem ohrabruje mlade ljude na njihova prava i važnost njihovog glasa. Govori o poteškoćama koje je prolazio na putu dok je pokušao naći sebe i njegov cilj. Kampanja se bori protiv nasilja među djecom i mladima u svijetu, s nadom za bolje sutra putem glazbe. BTS upravo pjeva o ljubavi za svijetu, daje nadu mladima i širi društvene poruke svojom glazbom dok u isto vrijeme suosjećaju s poteškoćama s kojima se nosi mladež. Uvijek nastoje u svojim pjesama ukazati na društvene nepravde, suočavanje s duševnim problemima, različite vrste ljubavi i sve njene strane te nastoje biti podrška u životima ljudi koji ih slušaju. U 2020. se opet obraćaju Ujedinjenim narodima te ljudima diljem svijeta pogođenim pandemijom. Članovi daju ohrabrujuće govore gdje govore o težini prilagođavanja novoj životnoj situaciji u kojoj su se našli.

## Glazba i poruka
Izvorno hip-hop grupa, njihov se glazbeni stil razvio u široku paletu žanrova. Njihovi tekstovi, često usredotočeni na osobne i društvene komentare, dotiču se tema mentalnog zdravlja, nevolja mladića u školskom uzrastu, gubitka, putovanja prema voljenju samoga sebe, obrazovnog sistema i individualizma. Njihov rad sadrži reference na literaturu i psihološke koncepte i uključuje izmišljenu radnju koja se fanovima prepričava kroz pjesme. Popularni zbog svojih nastupa, grupa je izvela nekoliko svjetskih turneja.
Oni pišu, komponiraju i produciraju svoje pjesme. Tijekom godina njihov se stil mijenjao i postao je fuzija različitih žanrova s naglaskom na hip hop kao bazu. Tome najviše pridonose RM i SUGA s obzirom na to da su prije bili podzemni reperi (od eng. underground), kao i njihov glavni producent Pdogg. Stil je tijekom godina sve više evoluirao i mijenjao se. Od brzih hip-hop pjesama, R&B i rocka, orkestralnih, elektroničkih i plesnih do gospela i neo soula s latinskom pop glazbom i jazzom.
Velika inspiracija potječe od književnosti, psihologije, likovne umjetnosti i filozofije. Njihov album Wings inspiriran je knjigom Demian Hermanna Hessea, dok je njihova pjesma Blood,Sweat &Tears referenca na Friedrich Nietzschea i razne kipare i slikare. Od stihova koje tješe pojedinca uvjeravajući ga da će sve na kraju biti dobro ili priznavajući poteškoće kroz koje osoba prolazi, sve do pjesama s brzim taktovima koje su savršene za plesanje ili osnaživanje. Njihov stil varira od hip hopa, popa, repa, latino i sve do jazza. Osim prekrasnog instrumentala bitno je naglasiti da su stihovi njihovih pjesama također bitni. Njihovi albumi su također i konceptualni albumi kroz koje se provlači tema ljubavi, životnih poteškoća, traženja pravoga sebe i školstva. Članovi iako nastupaju i pjevaju zajedno, također imaju svoju vlastitu glazbu koju pišu.

## Diskografija
| Korejski studio albumi - Cool 4 Skool (2013.) - O!RUL8,2? (2013.) - Skool Luv Affair (2014.) - Dark & Wild (2014.) - The Most Beautiful Moment in Life pt.1 (2015.) - The Most Beautiful Moment in life pt. 2 (2015.) - The Most Beautiful Moment in Life: Young Forever (2016.) - Wings (2016.) - You Never Walk Alone (2017.) - Love Yourself: Her (2017.) - Love Yourself: Tear (2018.) - Love Yourself: Answer (2018.) - Map of the Soul: Persona (2019.) - Map of the Soul: 7 (2020.) - BE (2020.) - Proof (2022.) | Japanski studio albumi - Wake up (2014.) - Youth (2016.) - Face Yourself (2018.) - Map of the Soul: 7 – The Journey (2020.) - BTS, the Best (2021.) |